# Свобода, Адам
Адам Сво́бода (чеш. Adam Svoboda; 26 января 1978, Брно — 7 мая 2019, Srch) — чешский хоккеист, вратарь. Чемпион мира 2005 года. Завершил карьеру в 2017 году.

## Биография
Адам Свобода начал свою карьеру в сезоне 1996/97, дебютировав в чешской Экстралиге за пражскую «Спарту». Следующие сезона он провёл в команде «Пардубице», с которой вышел в финал Экстралиги 2003. После недолгого пребывания за границей, в «Нюрнберге», «Ладе» и «Тимро», он вернулся в Чехию, играл за пражскую «Славию», с которой стал чемпионом Чехии в 2008 году. Своё второе золото Экстралиги Свобода выиграл в 2013 году, выступая за «Пльзень». Последний сезон провёл в Казахстане за «Бейбарыс» из Атырау. После окончания сезона 2016/17 закончил игровую карьеру.
С 2001 по 2008 год Свобода выступал за сборную Чехии. В 2005 году стал чемпионом мира, через год завоевал серебряную медаль мирового первенства.
Покончил жизнь самоубийством, повесившись в своём доме в Пардубице.

## Достижения

### Командные
- Чемпион мира 2005
- Серебряный призёр чемпионата мира 2006
- Чемпион Экстралиги 2008 и 2013
- Серебряный призёр Экстралиги 2003 и 2009
- Бронзовый призёр Экстралиги 1997, 2011 и 2012

### Личные
- Лучший вратарь чемпионата Европы среди юниоров 1996
- Лучший вратарь Экстралиги по количеству побед: 2003 (35 побед), 2004 (30 побед), 2008 (29 побед)
- Лучший вратарь Экстралиги по количеству сухих матчей: 2008 (6 игр на ноль)

## Статистика
За всю карьеру провёл 781 игру (в Экстралиге — 577, в немецкой лиге — 60, за сборную Чехии — 32, в европейских клубных турнирах — 29, в чемпионате Казахстана — 23, в чемпионатах России (КХЛ) — 22, в первой чешской лиге — 20, в шведской лиге — 18)

## Семья
Старший брат Далимир Свобода (род. 30.03.1975) — вратарь, игравший с 1995 по 2010 год в чешских низших лигах.